# Johnny Gibson
John Anthony « Johnny » Gibson  (né le 3 juillet 1905 à New York et mort le 29 décembre 2006 à Newton) est un athlète américain, spécialiste du 400 mètres haies.

## Biographie
Le 2 juillet 1927, à Lincoln (Nebraska), Johnny Gibson améliore le record du monde du 400 mètres haies en établissant le temps de 52 s 6 sur la distance du 440 yards. Ce record sera battu par Morgan Taylor en 1928.